# Fonds Maria Malibran

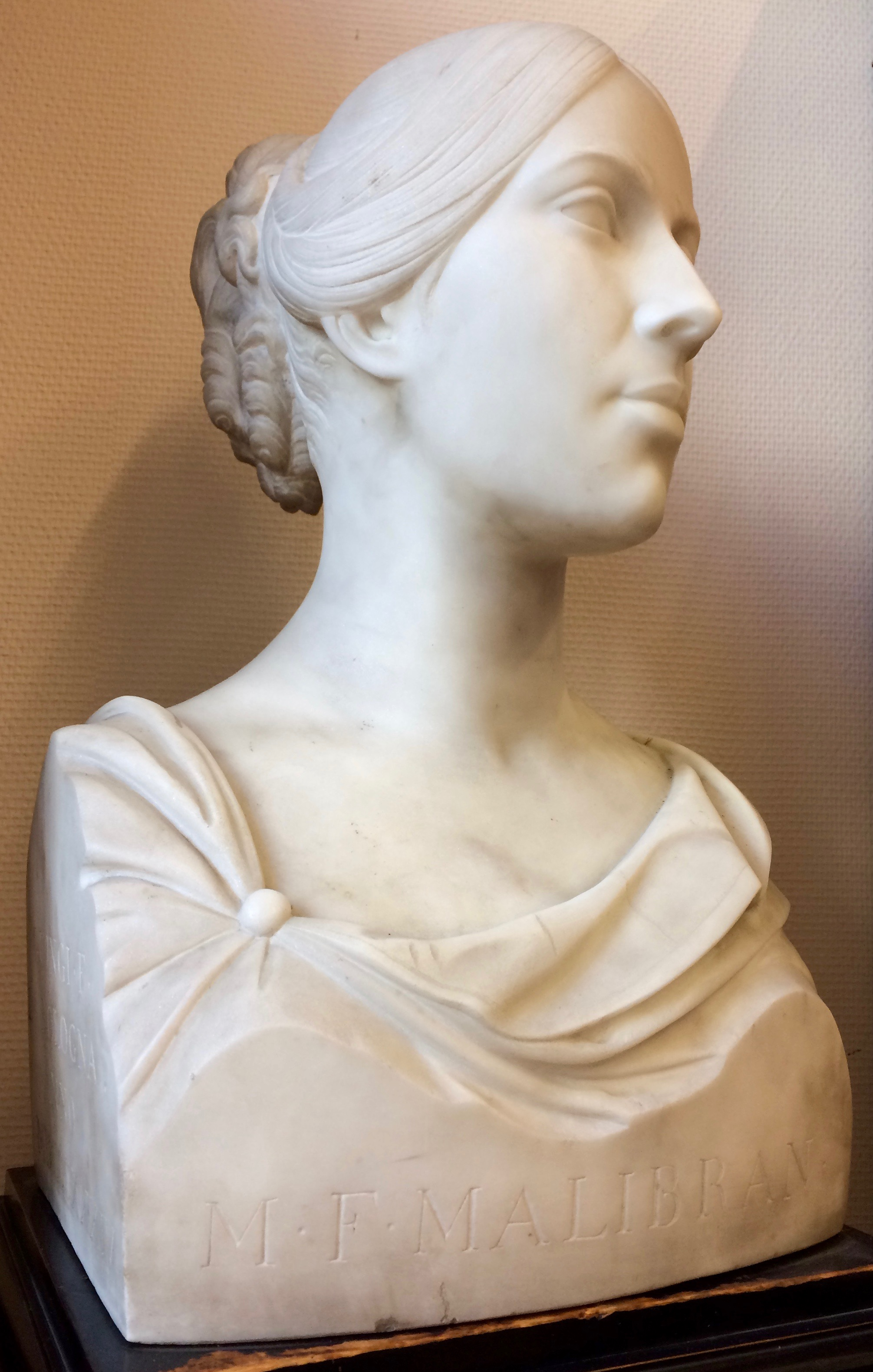
Buste de Maria-Felícia García Malibran, signé "F. Giungi in Bologna anno 1834" (Conservatoire royal de Bruxelles, ancienne salle de réunion du Comité de surveillance)

Le fonds Maria Malibran est le don fait en 1913 par la veuve du lieutenant-général belge Henri Emmanuel Wauwermans au Conservatoire royal de Bruxelles, d'une partie des collections réunies par son mari, comprenant des documents et des objets ayant appartenu à la célèbre mezzo-soprano Maria Malibran et à la famille proche de celle-ci. 

## Le Fonds
Riche de près de deux-cent cinquante pièces d'une valeur historique considérable, le fonds Malibran se répartit en plusieurs catégories d'archives, dont des lettres autographes, des contrats, des livres, des partitions, des documents iconographiques, des reliques et des objets personnels, ainsi que des textes divers consacrés à la diva.

### Lettres autographes

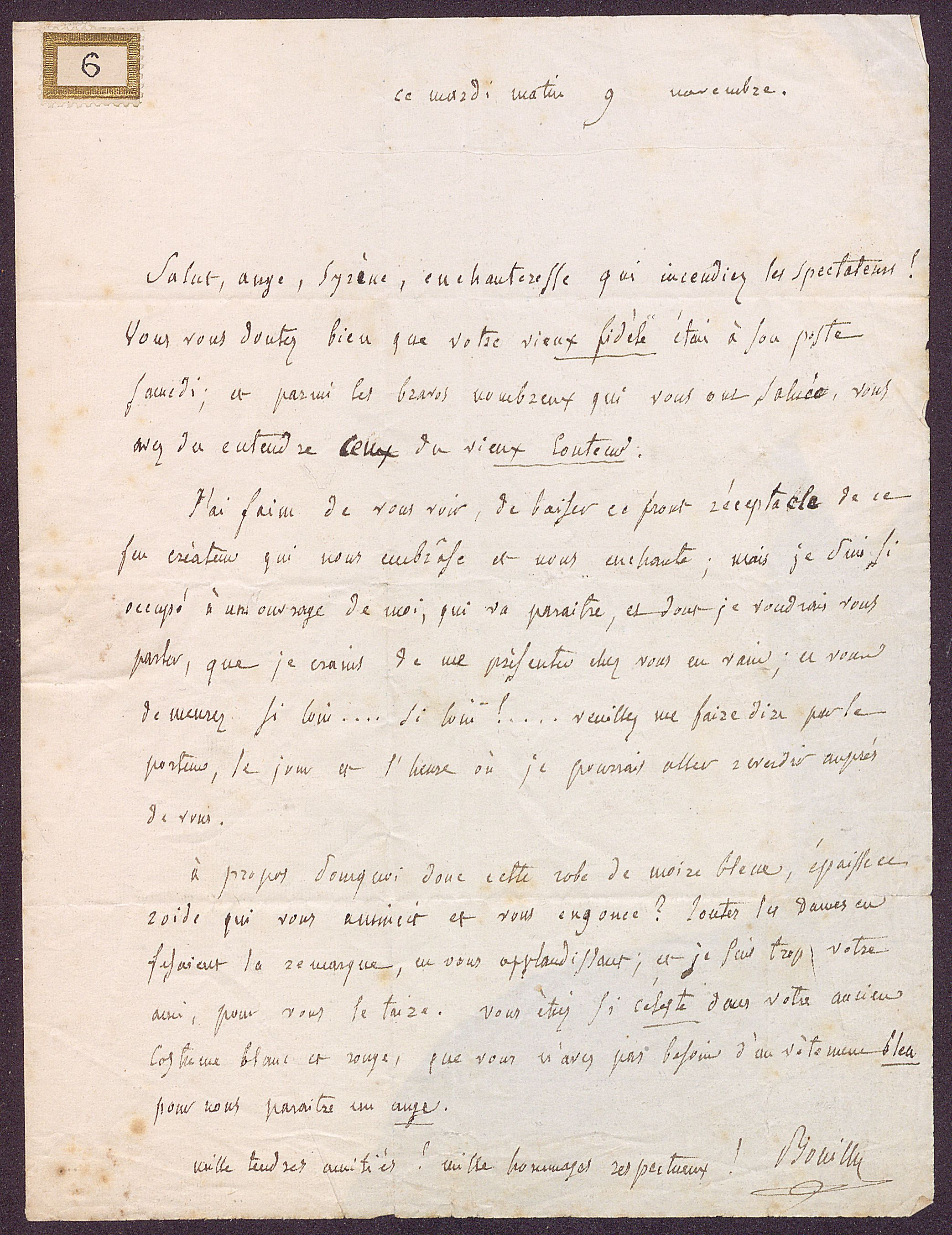
Lettre du librettiste J.-N. Bouilly adressée à la Malibran (Bibliothèque du Conservatoire royal de Bruxelles, B-Bc, FC-2-MM-003/6)

Particulièrement importante du point de vue historique, cette section comprend trois séries de lettres : une lettre autographe de la Malibran, des copies de lettres adressées à la cantatrice (et à son second mari, Charles-Auguste de Bériot), ainsi qu'une quarantaine de lettres autographes « à Madame Malibran » par des rivales ou des admirateurs célèbres, tels Rossini, Bellini, Donizetti, Spontini, Auber, Halévy, Liszt ou encore le librettiste et dramaturge Jean-Nicolas Bouilly rendant hommage à l'« ange, sirène enchanteresse qui incendie les spectateurs ». 

### Contrats
Rédigés en français ou en italien et s'étalant sur une période de huit ans (1828 à 1836), les vingt-quatre contrats du legs font la lumière sur les conditions de travail, les honoraires – parfois vertigineux – ou le répertoire imposé à la cantatrice par quelques grand théâtres européens. Ainsi Alfred Bunn, le précautionneux directeur du théâtre de Drury Lane à Londres oblige l'artiste à partager avec lui une partie de son cachet pour les frais et les risques éventuels encourus.

### Livres, partitions et divers
Relativement modeste – la bibliothèque de la Malibran étant supposément restée entre les mains de son mari ou transférée à sa sœur, la cantatrice Pauline Viardot – cette partie contient néanmoins quelques pièces remarquables, comme les deux livrets de prière richement reliés, Le petit paroissien complet et La voie du salut, ou la petite brochure de format in-12 avec la version anglaise du livret de Fidelio, publiée à Londres en 1835 pour préparer les représentations au Théâtre Royal de Covent Garden l'année suivante et portant des annotations manuscrites de la Malibran. Cette section est complétée par une série de partitions musicales – deux recueils autographes d'œuvres de la cantatrice, trois recueils de romances dédicacés et quelques manuscrits musicaux –, des coupures de presse, des programmes et affiches de concerts, ainsi qu'un ensemble de poésies, stances et textes divers consacrés à la prima donna.

### Bustes, portraits et documents iconographiques

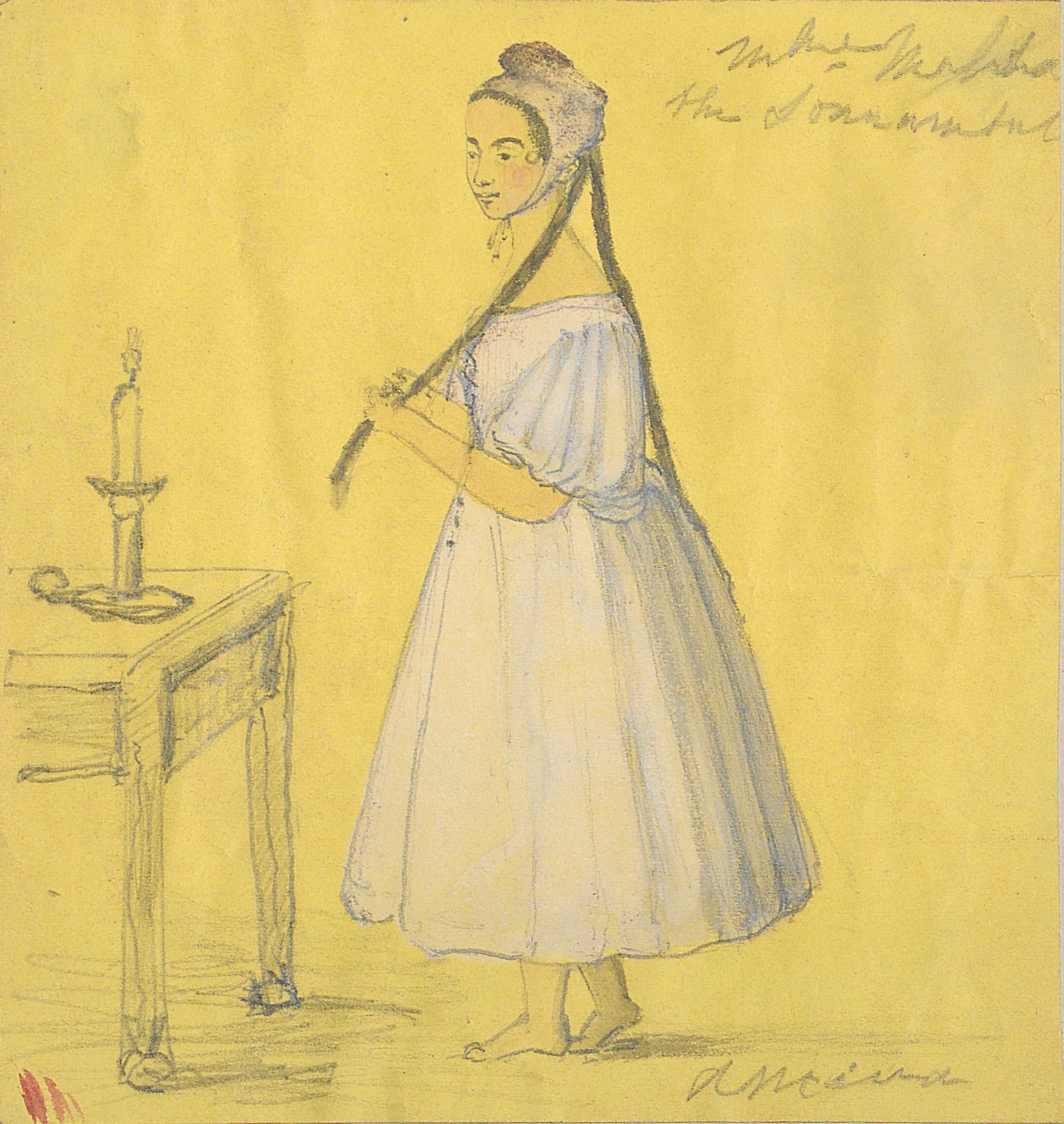
Projet de costume par Maria Malibran pour La Somnambule extrait de La Réforme du théâtre (Bibliothèque du Conservatoire royal de Bruxelles, B-Bc, FC-2-MM-073)

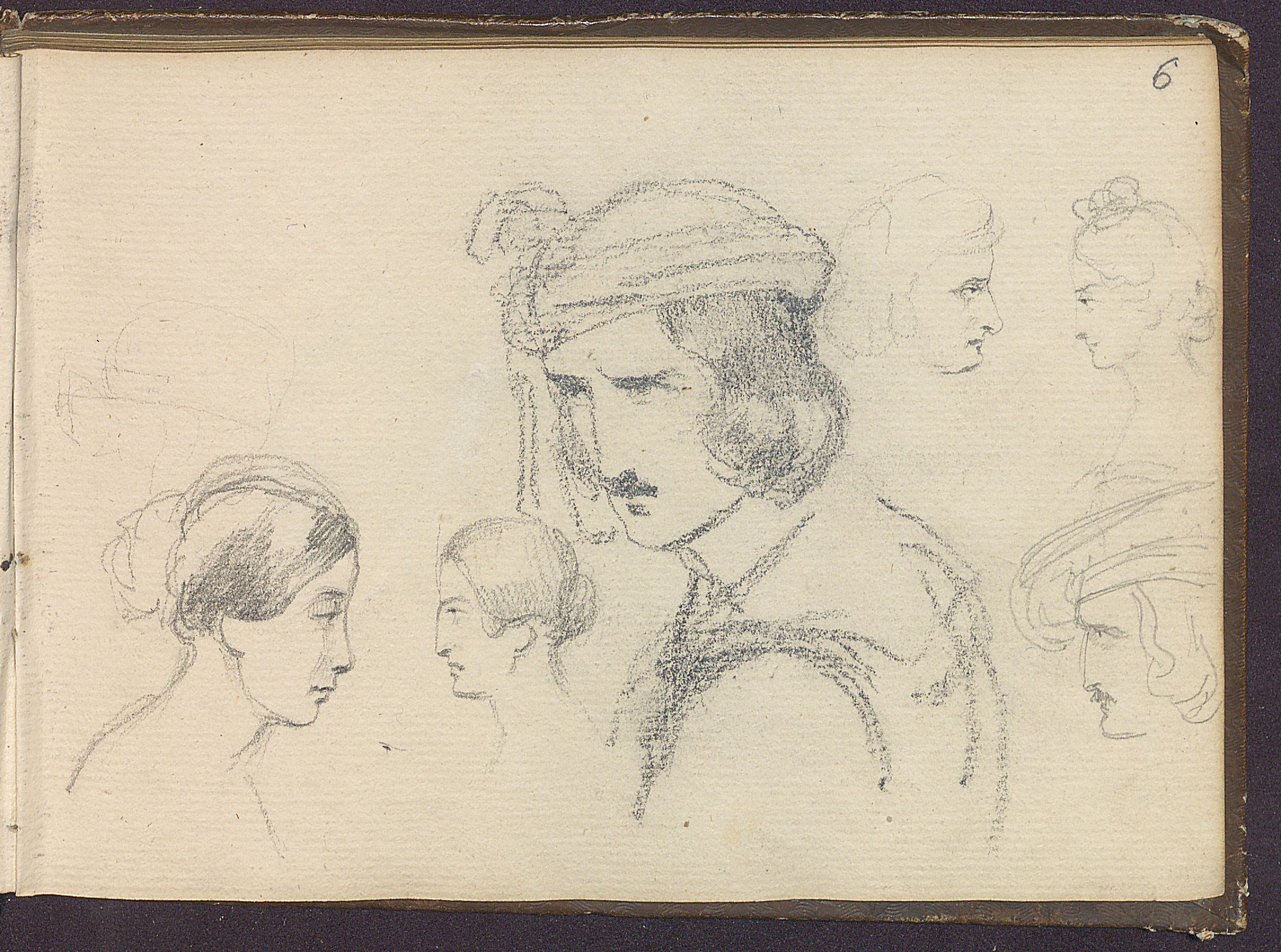
Page du carnet d'esquisses de Maria Malibran (Bibliothèque du Conservatoire royal de Bruxelles, B-Bc, FC-2-MM-075)

Parmi les plus attachantes de la collection, cette section comprend plusieurs œuvres d'art offertes à la cantatrice lors de ses tournées, comme ce buste de marbre blanc d'une très grande pureté, signé et daté (1834), une grande médaille en vermeil commémorant son interprétation de Norma au théâtre de La Scala (1836) et une quinzaine de portraits de la diva – lithographies, dessins à la mine de plomb, pastels ou reproductions photographiques – dont une lithographie remarquable (1851) de la main de son neveu Léon Viardot. D'autres documents, d'une valeur plus sentimentale, incluent des aquarelles de voyage de la Malibran, ainsi qu'un carnet d'esquisses de sa main, révélant son talent insoupçonné pour le dessin. Cette aptitude se manifeste également dans les deux étonnants volumes intitulés La Réforme du Théâtre, une initiative de la cantatrice pour moderniser les costumes de l'époque et rassemblant une cinquantaine de projets en couleur.  

### Reliques et objets personnels
Une partie des objets personnels de la Malibran, familiers ou chargés d'histoire, forment le noyau de la collection: un petit flacon de sels, une lampe de chevet en cristal ciselé, une mallette à partitions, un pupitre de voyage avec écritoire, la cravache utilisée lors de sa cavalcade fatale, une longue mèche de cheveux coupée après sa mort, un masque mortuaire, ou encore un lambeau du drap funéraire déchiré par la foule venue assister à son enterrement au cimetière de Laeken, où un cénotaphe imposant fut érigé à sa mémoire.

### La mort de la Malibran

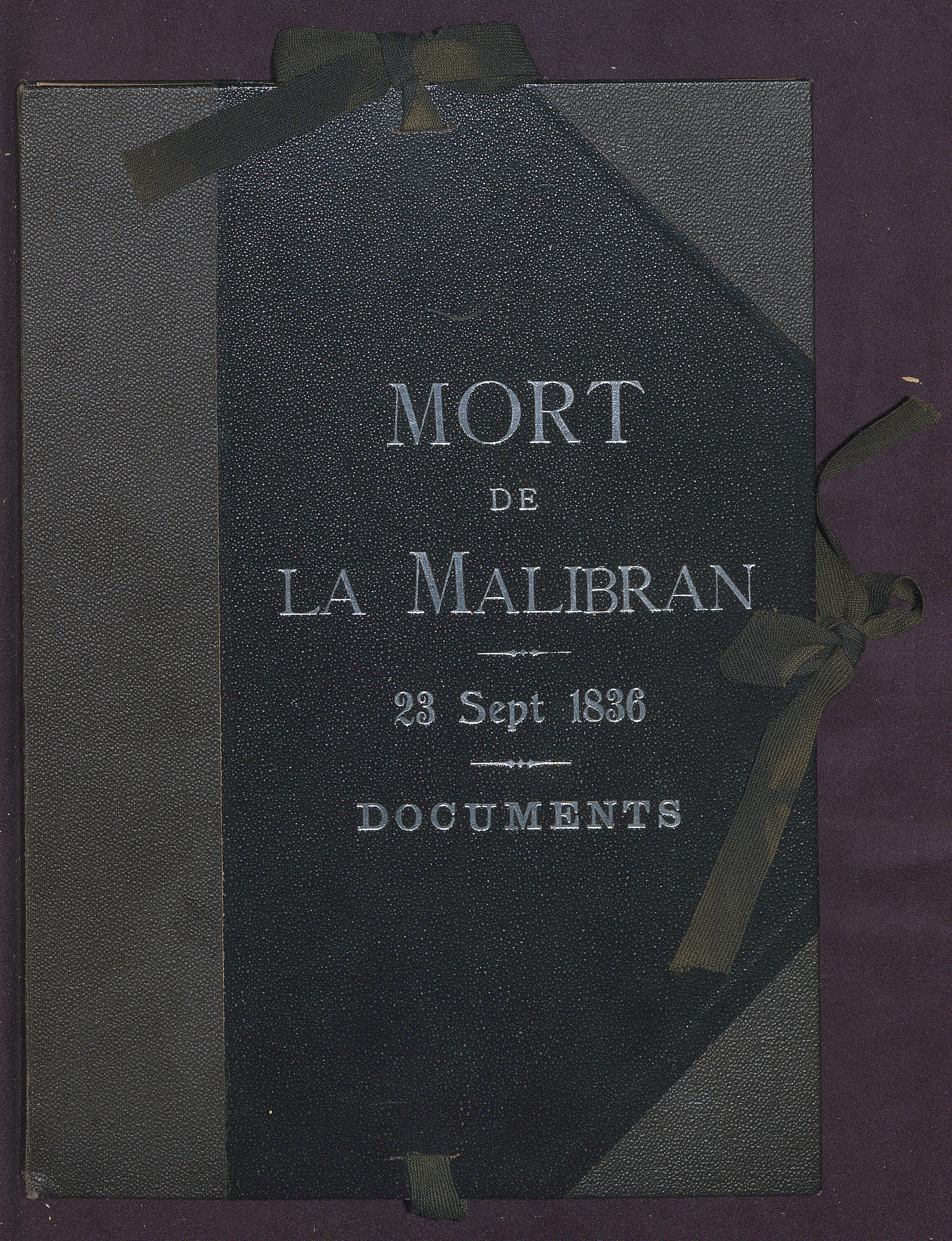
Chemise cartonnée contenant les documents relatifs à la mort de Maria Malibran (Bibliothèque du Conservatoire royal de Bruxelles, B-Bc, FC-2-MM-006/1)

Cette dernière partie comprend des documents relatifs à la mort de la Malibran – notamment l'acte original, sur parchemin, par lequel les autorités ecclésiastiques de Manchester autorisent, sur demande de Charles-Auguste de Bériot, l'exhumation et le transfert de sa dépouille mortelle vers le cimetière de Laeken près de Bruxelles où elle repose actuellement, ainsi que la traduction française du rapport funéraire poignant établi à Londres par son médecin, le Dr Jos Belluomini, qui passa une semaine au chevet de la malade et attesta sa mort, le matin du 23 septembre 1836.

### Discographie sélective
- Cecilia Bartoli, Maria, CD + DVD, Decca 478 3399, 2007. Pour la préparation de cet enregistrement consacré à la Malibran, la célèbre mezzo-soprano italienne est venue se documenter auprès de la bibliothèque du Conservatoire royal de Bruxelles.